# Sassetot-le-Mauconduit

Sassetot-le-Mauconduit este o comună în departamentul Seine-Maritime, Franța. În 1 ianuarie 2022 avea o populație de 1.003 de locuitori.